# Hyposmocoma unicolor
Hyposmocoma unicolor là một loài bướm đêm thuộc họ Cosmopterigidae. Nó là loài đặc hữu của Molokai và có thể Kauai và Oahu.
Ấu trùng của loài này đã được phát hiện trên gỗ chết của cây Acacia koa, Alectryon, Bidens, Cheirodendron, Clermontia, Elaeocarpus bifidus, Freycinetia, Diospyros và Wikstroemia.